# Robert Earl Jones
Robert Earl Jones (Senatobia, 3 de fevereiro de 1910 – Englewood, 7 de setembro de 2006) foi um ator americano. Ele é conhecido pelo trabalho em The Sting e por ter sido pai do também ator James Earl Jones.

## Biografia

### Início
Nascido no Mississípi, mas com o lugar específico de nascimento incerto, embora algumas fontes indiquem a localidade de Senatobia, enquanto outras indicam Coldwater. Adicionalmente, sua data de nascimento também tem várias possibilidade, com diferentes fontes indicando datas entre 1900 e 1911. A data mais provável é 1910, indicada pela Agência de Seguridade Social dos Estados Unidos.

### Carreira
Jones, que saiu da escola muito cedo, foi meeiro e boxeador antes de ir para a carreira artística, passando por Chicago e Nova Iorque, antes de ir para o teatro e o cinema. Ele treinou boxe com Joe Louis.
Jones participou de mais de 20 filmes, dentre eles The Cotton Club (1984) e The Sting (1973). Também foi um registro vivo do renascimento do Harlem entre as décadas de 1920 e 1930, tendo trabalhado com Langston Hughes no início da carreira. Na década de 1930, Jones trabalhou na Works Progress Administration, a maior agência de empregos do New Deal, lugar no qual conheceu Langston Hughes, que o incluiu na peça teatral de 1938, Don't You Want to Be Free?
A carreira filmográfica de Earl Jones começou em 1939, com um pequeno papel de detetive no filme de 1939 Lying Lips. Jones atuou em muitos filmes de crime e dramas, tais como Cold River One Potato, Two Potato. Também esteve no vencedor do Oscar de 1973, The Sting (Golpe de Mestre no Brasil, A Golpada em Portugal), no papel de Luther Coleman, um envelhecido golpista cujo assassinato leva ao "golpe de mestre". Embora nunca tivesse tido a fama alcançada por seu filho James, Jones teve seu espaço em Hollywood com trabalhos constantes da década de 1960 ao início da década de 1990.
Mais para o fim de sua carreira, Jones foi notado por seu papel de Creonte na versão musical de Édipo em 1988, The Gospel at Colonus. Também fez aparições nos programas televisivos Lou Grant e Kojak. Seu último filme, em 1992, foi Rain Without Thunder.
Embora incluído na lista negra do Comitê de Atividades Antiamericanas na década de 1950, Robert Earl Jones recebeu um prêmio pelo conjunto da obra pelo U.S. National Black Theatre Festival.

### Vida pessoal
Jones faleceu em casa em 2006, em Englewood, de causas naturais.
- Ronald Earl Jones, pai
- Rebecca Sunden-Jones, mãe
- Brian Jones, irmão
- Mary Jones, irmã
- John Earl Jones, irmão
- Ruth Connoly, esposa
- James Earl Jones, filho
- Matthew Earl Jones, filho
- Flynn Earl Jones, neto

## Trabalhos

### Teatro
| - The Hasty Heart (1945) - Set My People Free (1948) - Caesar and Cleopatra (Revival) (1949) - Fancy Meeting You Again (1952) - Mister Johnson (play) (1956) - Infidel Caesar (1962) - The Moon Besieged (1962) - More Stately Mansions (1968) - All God's Chillun Got Wings (Revival) (1975) - Death of a Salesman (1975) - Unexpected Guests (1977) - The Gospel at Colonus (1988) - Mule Bone (1991) |

### Filmografia
| - Lying Lips (1939) - The Notorious Elinor Lee (1940) - Odds Against Tomorrow (1959) - Wild River (1960) - The Secret Of The Purple Reef (1960) - The Defenders (1963) TV - Terror in the City (1964) - One Potato, Two Potato (1964) - Mississippi Summer (1971) - Willie Dynamite (1973) - The Sting (1973) ... Luther Coleman - Cockfighter (1974) - Kojak (1976) TV - The Displaced Person (1977) - Proof of the Man (1977) - Lou Grant (1978) TV - The Sophisticated Gents (1981) - Jennifer's Journey (1981) - Cold River (1982) - Trading Places (1983) - Sleepaway Camp (1983) - Billions for Boris (1984) - The Cotton Club (1984) - The Gospel at Colonus (1985) ... Creon - Witness (1985) - Starlight: A Musical Movie (1988) - Maniac Cop 2 (1990) - Rain Without Thunder (1992) |